# アリベルト・デムチェンコ
アリベルト・ミハイロヴィチ・デムチェンコ（ロシア語: Альберт Михайлович Демченко 、ドイツ語: Albert Demtschenko 、 1971年11月27日 - ）はソビエト連邦・ロシア・ソビエト連邦社会主義共和国（現ロシア連邦）のペルミ地方・チュソヴォーイ出身のリュージュ選手。1992年アルベールビルオリンピック、1994年リレハンメルオリンピック、1998年長野オリンピック、2002年ソルトレークシティオリンピック、2006年トリノオリンピックと5大会連続でオリンピックに出場しており、トリノオリンピックで銀メダルを獲得し、自身初のオリンピックのメダルを手に入れた。リュージュヨーロッパ選手権でも金メダルを2006年の1人乗り、銀メダルを1996年、2008年の1人乗り、銅メダルを1996年の2人乗りで手に入れている。2014年ソチオリンピックでは2個の銀メダルを獲得し、冬季五輪の史上最年長メダリスト（42歳74日）となった。
2004/05年シーズンにはリュージュ・ワールドカップのシーズン優勝を飾っている。
2018年2月1日、ドーピングの証拠不十分で国際スポーツ仲裁裁判所によって2014年ソチ五輪で獲得した彼の2つの銀メダル記録が回復された。